# Marzano (Merlino)
Marzano è una frazione del comune lombardo di Merlino.

## Geografia fisica
La frazione di Marzano dà nome al principale canale di irrigazione del Cremasco, il Canale Marzano (più noto come Canale Vacchelli), che nasce dal fiume Adda presso questa località.

## Storia
La località, piccolo borgo agricolo di antica origine, costituiva un comune autonomo con la frazione di Cazzano.
In età napoleonica (1809-16) Marzano fu frazione di Comazzo, recuperando un'effimera autonomia con la costituzione del regno Lombardo-Veneto. Nel 1841 fu aggregata definitivamente al comune di Merlino.

## Monumenti e luoghi d'interesse
Vi sorge l'imponente palazzo Carcassola.